# Erik Grave
Erik Mogensen Grave (født 26. september 1624 i Lund, død 22. februar 1691) var en dansk biskop. Hans fader, Mogens Grave, var rektor og senere lektor i teologi. Moderen, Anne, var datter af hofpræst Erik Andersen. 
Erik Grave blev student fra Lund 1643, tog 1645 teologisk eksamen og blev derefter hører i Lund. Han nød stor anseelse som skolemand, og da han 1649 blev rektor i Helsingborg, fulgte flere af hans disciple med fra Lund for at fortsætte skolegangen under hans vejledning. I 1650 blev han præst i Hornslet, og da han forlod Helsingborg, nød han den ære, at skolebørnene fulgte ham til skibet, og at deres forældre bragte ham mindegaver til tak for hans skolegerning. I 1651 ægtede han Anne Henriksdatter Sander, enke efter hans formand i Hornslet, Chr. Borggreving. 
Under et ophold i København 1655 fik han befaling til at prædike ved hoffet, og 1660 lod kongen ham atter kalde til hovedstaden, hvor han ofte måtte prædike for ham. Samme år udnævntes han til hofprædikant. Kongen forærede ham "Heste og Karosse", købte Lorens Tuxens gård, som han gav ham til embedsbolig, og forøgede senere hans løn. I 1662 måtte han på slottet disputere med socinianeren Lubienietzki om trinitetslæren, og 1664 kaldtes han atter til hoffet for at gendrive jesuiterpateren Mollmann. 
Samme år udnævntes han til biskop i Aarhus Stift; og 1668 blev han dr.theol. I 1671 deltog han i Christian V's salving. I 1681 fik han justitsråds rang. Han havde sæde i den kommission, der gennemgik Danske Lovs 2. bog, og måtte ofte afgive erklæring om vigtige kirkelige spørgsmål, for eksempel om det lod sig forsvare under visse givne forhold at antage den romersk-katolske religion (prins Jørgen), og om fri religionsøvelse for de reformerte. Begge disse spørgsmål besvarede han benægtende. 
Grave er forfatter til en række ligprædikener, hvoraf dog kun 4 er udgivne og deraf de 2 sidste først flere år efter hans død. Ligesom flere af sine samtidige skånske landsmænd udmærkede han sig ved at skrive et ualmindelig rent dansk sprog – de nyere sproglige påvirkninger fra Tyskland og Frankrig var vistnok ikke nåede til Lund i hans ungdom –, men i sine ældre år synes han at være påvirket af de nye moder, der optog fremmede, latinske og franske, ord i sproget.